# Trimmer (vela)
Il trimmer, o anche tailer, nello sport della vela è l'addetto alla regolazione delle vele. Detto anche Randista, se addetto alla randa, o trimmer di prua se addetto alle vele di prua. Nelle piccole imbarcazioni, il primo compito è attribuito al Timoniere, eccetto in alcuni skiff nei quali è affidato al Prodiere, insieme a quello del trimmer di prua.